# Петър Гюров
Вижте пояснителната страница за други личности с името Петър Гюров.
Петър Иванов Гюров е български актьор.

## Биография
Роден е на 10 юли 1934 г. в Перник. Учи актьорско майсторство във ВИТИЗ „Кръстьо Сарафов“ в класа на проф. Николай Масалитинов. Играе в трупата на Театър „Българска армия“. Умира на 1 декември 2010 г. във София.
Създава многобройни образи в Българското радио в постановки на радиотеатъра. 

## Театрални роли
- „Света Йоанна“ (Бърнард Шоу)
- „Дом, където се разбиват сърцата“ (Бърнард Шоу)
- „Съдбоносната 21-ва“ (Ал. Щейн)
- „Самуил“ (Магда Петканова)
- „Майстори“ (Рачо Стоянов)
- „Един безумен ден, или Сватбата на Фигаро“ (Пиер дьо Бомарше)
- „Време разделно“ (Антон Дончев)
- „Напразни усилия на любовта“ (Уилям Шекспир)
- „Много шум за нищо“ (Уилям Шекспир)
- „Лодка в гората“ (Николай Хайтов)
- „Щастливецът иде“ (Руси Божанов)
- „Топаз“ (Марсел Паньол)
- „Последните“ (Максим Горки)
- „Чудо“ (Иван Радоев)
- „Одисей пътува за Итака“ (Константин Илиев)
- „Бая си на бълхите“ (Боян Папазов) [3]

## Телевизионен театър
- „Давид и Голиат“ (1990) (Пелин Пелинов)
- „Закон за наследството“ (1989) (Лиляна Михайлова)
- „Реабилитация“ (1988) (Евгений Тодоров)
- „Преустройство (Два погледа от един кабинет“) (1988) (Фьодор Бурлацки)
- „Съдии на самите себе си“ (1988) (Кольо Георгиев)
- „Хартиеният човек“ (1986) (Кънчо Атанасов)
- „Кабинетна история“ (1986) (Рустам Ибрахимбеков)
- „Стълбата“ (1986) (Самуил Альошин)
- „Точна диагноза“ (1985) (М Чернев)
- „Нощта на славеите“ (1985) (В. Ежов)
- „Разходка в събота вечер“ (1983) (Драгомир Асенов)
- „Вината“ (1982) (Александър Кургатников)
- „Сурово време“ (1981) (Стефан Дичев), 2 части – Калоян
- „Вампир“ (1980) (Антон Страшимиров)
- „Фантазия за Веласкес“ (1980) (Антонио Буеро Вайехо), 2 части
- „Златното покритие“ (1979) (Драгомир Асенов)
- „Сто години самота“ (1976) (Габриел Гарсия Маркес)
- „Свети, но не грее“ (1971) (Николай Островски)
- „Щрихи от образа на Ленин“ (1970) (Максим Горки и С. Алексиев)
- „Недорасъл“ (1969) (Денис Иванович Фонвизин)
- „Албена“ (1968) (Йордан Йовков)
- „Всекиму заслуженото“ (1966) (Самуел Альошин)

## Филмография
| Година     | Филми и Сериали                               | Серии | Копродукции               | Роля                                    |
| ---------- | --------------------------------------------- | ----- | ------------------------- | --------------------------------------- |
| 2008       | Преследвачът (тв)                             |       |                           | хорист-пенсионер                        |
| 2001       | Хълмът на боровинките (тв)                    |       |                           |                                         |
| 2001       | Каталии (тв)                                  |       |                           | „Каталията“                             |
| 1996       | Дон Кихот се завръща (Дон Кихот возвращается) | 2 ч.  | Русия/България            | циганският крал                         |
| 1996       | Чудо                                          |       |                           | арменецът Артаки                        |
| 1990       | Бащи и синове (тв сериал)                     | 5     |                           | Панайот Върганов                        |
| 1987       | Мил семеен скандал                            |       |                           | Христо                                  |
| 1985       | Мъгливи брегове (Берега в тумане...)          |       | СССР/България             | полковник Вълков                        |
| 1984       | В името на народа (тв сериал)                 | 8     |                           | министърът на вътрешните работи         |
| 1984       | Наследницата (тв)                             |       |                           | инж. Ранков                             |
| 1982       | Предупреждението                              |       | ГДР/България/СССР/Унгария | Георги Димитров                         |
| 1980       | С поделена любов                              |       | СССР/България             |                                         |
| 1979       | Всичко е любов                                |       |                           | вуйчото                                 |
| 1973       | Пътешествие със сал                           |       |                           |                                         |
| 1969, 1971 | На всеки километър (тв сериал)                | 26    |                           | сътрудник на Форд Сидни (в XXIII серия) |
| 1964       | Незавършени игри                              |       |                           | Чавдар                                  |